# Peter Schmeichel
Peter Bolesław Schmeichel (n. 18 noiembrie 1963, Gladsaxe⁠(d), amtul Copenhaga⁠(d), Danemarca) este un fost jucător danez de fotbal, care a fost votat Cel mai bun portar din lume în 1992 și 1993. Este cunoscut cel mai bine după anii petrecuți la Manchester United unde a fost și căpitan în 1999. A fost un membru cheie al echipei naționale care a câștigat Campionatul European din 1992. Fiul său Kasper Schmeichel a devenit și el portar al echipei naționale.